# Solanum rufescens
Solanum rufescens är en potatisväxtart som beskrevs av Otto Sendtner. Solanum rufescens ingår i släktet skattor som ingår i familjen potatisväxter. Inga underarter finns listade i Catalogue of Life.